# Asantehene

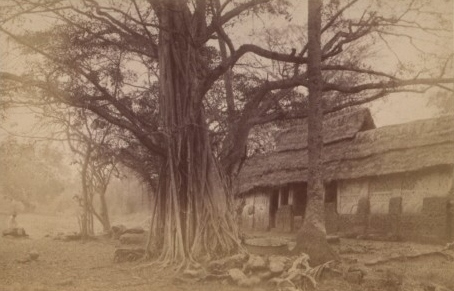
Mausoleum der Aschanti-Könige in Bantama, 1870er Jahre

Asantehene ist der Titel des Königs von Aschanti. Traditionell wird der Asantehene vom Oyoko-Familienclan gestellt und bis zum heutigen Tage waren und sind alle Asantehenes Nachfahren des ersten Asantehene Osei Tutu in matrilinearer Blutslinie.
Die Residenz des Asantehene ist der Manhyia-Palast in Kumasi. Es existiert auch ein Mausoleum der Aschanti-Könige, welches sich in der nahegelegenen Ortschaft Bantama befindet. In der Vergangenheit wurde allerdings einem entthronten („entstuhlten“) Asantehene nach seinem Tode eine Beisetzung in Bantama verwehrt, wie  z. B. im Falle des Kofi Karikari (entthront 1874), sowie auch im Falle seines Bruders und Nachfolgers Mensa Bonsu (entthront 1883).

## Das mit dem Titel verbundene Amt

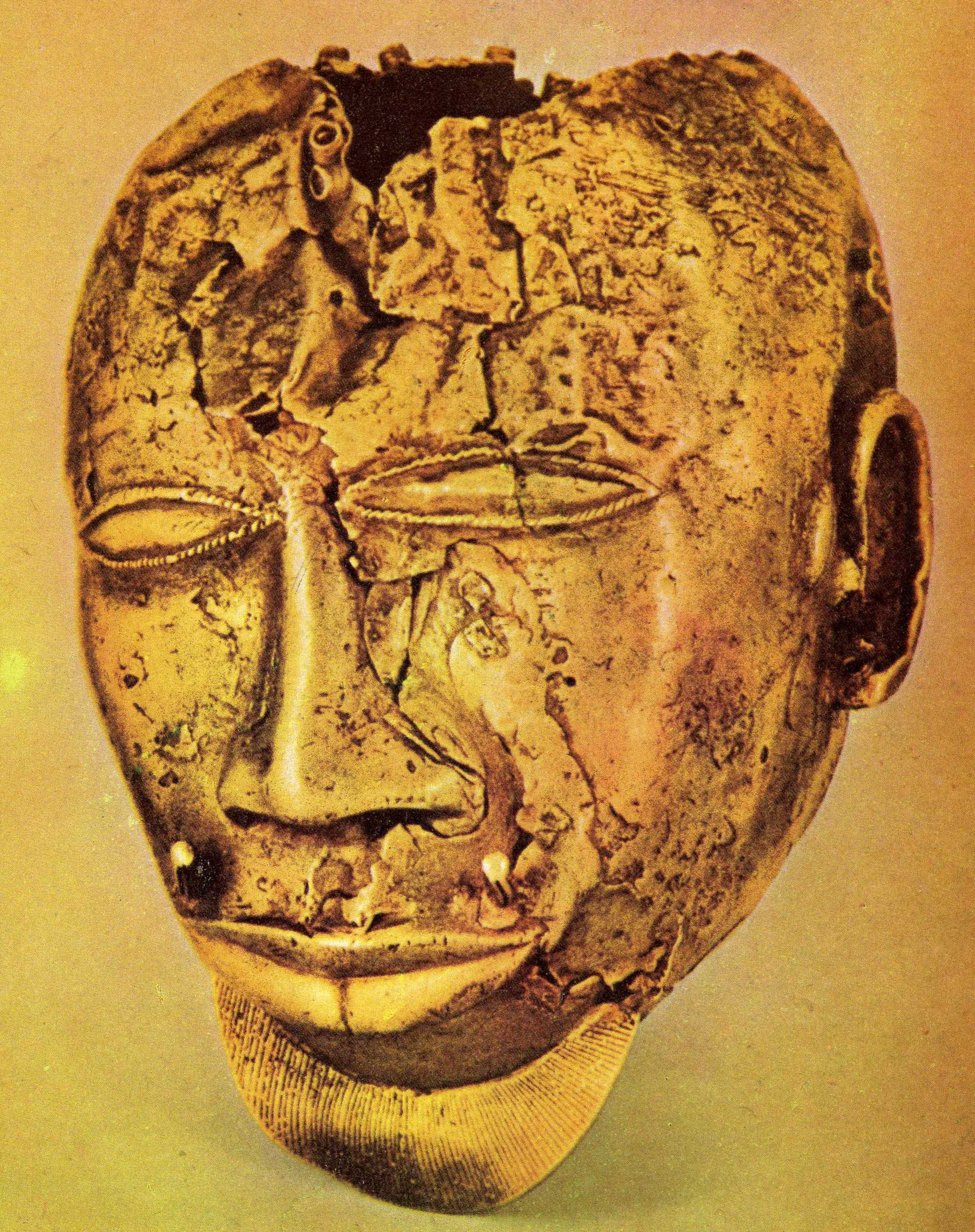
Goldmaske aus dem Schatz des Asantehene Kofi Karikari

Der erste Asantehene war Tutu, der als Oyokohene diesen Titel unmittelbar mit der Staatsgründung von Asante verliehen bekam. Die Einführung dieses zugleich politischen und religiösen Titels war im Wesentlichen das Werk zweier Männer: Tutus, er war zu dieser Zeit als Oyokohene das Oberhaupt der Amantuo-Konföderation, und des Priesters (Okomfo) vom Otutu-Schrein (in Akwamu) und enge Freund Tutus Anokye. Der noch heute lebendige Gründungsmythos des Aschantireiches besagt, dass Okomfo Anokye von Nyame (dem obersten Gott der Akan), den Auftrag erhielt, aus den Aschanti ein mächtiges Volk zu machen. Der Asantehene Osei Tutu berief daraufhin eine große Versammlung ein, um diese Nachricht zu verbreiten. Auf dieser Versammlung holte Okomfo Anokye vor aller Augen einen mit Gold bedeckten, hölzernen Schemel vom Himmel, der sich dann auf Osei Tutus Knien niederließ. Okomfo Anokye verkündete, dass dieser Goldene Stuhl (Twi: Asikadwa) den Geist oder die Seele des ganzen Aschantivolkes enthielte. Dieser Gründungsmythos spielte zukünftig eine zentrale und in seiner Wirkung sehr reale Rolle bei der Erhaltung der Einheit der Aschanti.
Auch wenn das Aschantireich im 18. und 19. Jahrhundert einer der mächtigsten Staaten in Westafrika war, so war doch der Asantehene niemals ein absoluter Herrscher, wie es zunächst den Anschein hat. Die aschantische Regierung war in erster Linie ein Machtinstrument und Machtgarant der beiden mächtigen Adelsclane Oyoko und Bretuo, denen einzig der Zugang zu Ämtern der staatlichen Verwaltung vorbehalten war. Erst nach der Kwadwo’schen Verwaltungsreform (reg. 1764–1777) konnten auch andere Familienclane bestimmte Ämter der öffentlichen Verwaltung besetzen.
Auch heute noch stellt der Asantehene das eigentliche Oberhaupt des aschantischen Volkes dar. Formell ist in Ghana zwar das Amt des Asantehene auf rein rituelle Funktionen beschränkt, tatsächlich aber ist seine Autorität immer noch ein politischer Faktor im modernen Ghana. Im Gegensatz zu früheren Zeiten ist der heutige Asantehene jedoch weder mit dem politischen Oberhaupt von Asante (dem Regionalminister für die Ashanti Region) noch mit dem des Bürgermeisters von Kumasi (dem Kumasihene) identisch.
Der heutige Asantehene Otumfuo Nana Osei Tutu II. wurde aus der Reihe von sieben in Frage kommenden Abkömmlingen aus der Oyoko-Familie erwählt. Die Bestimmung der Nachfolge findet über eine Serie von Beratungen statt, an der bestimmte Vertreter des Aschantiadels und der königlichen Familie teilnehmen.

## Liste der Asantehenes
Offizielle Herrschertitel: Asantehene (Führer des Volkes der Aschanti), Osei (Name) und Nana (Clan-Ältester, in diesem Fall des Oyoko-Clans), daneben auch: Oyokohene (Oberhaupt des Oyoko-Familienclans) und Kumasihene (Oberhaupt der Stadt Kumasi)
Ein weiterer Titel des Asantehene ist Otumfuo, was wörtlich übersetzt so viel wie „mächtig/stark/groß in der Schlacht“ bedeutet. Dies ist der Titel für denjenigen, der das Amt des Oberbefehlshabers der aschantischen Armee ausübt. Da in Asante der König auch gleichzeitig Oberbefehlshaber seiner Armee war, ist Otumfuo auch gleichzeitig einer der Titel des aschantischen Königs, welcher allerdings allen anderen Titeln vorangestellt wurde. Nur im Fall, dass der König im Kriege durch einen anderen Oberbefehlshaber vertreten wurde, ging der Titel Otumfuo auch auf den wirklichen Befehlshaber über.
1. ca. 1695 bis ca. 1717 (†) Osei Tutu I.
(Über die Jahreszahlen, welche die Regentschaft Tutus begrenzen, gibt es sehr unterschiedliche Angaben in der Literatur. Sie umfassen etwa den Zeitraum 1680 bis 1731. Dupuis verweist z. B. auf zeitgenössische, muslimische Manuskripte, welche das Jahr 1144 A. H. (= 1731 A. D.) nennen als das Jahr der Inthronisation von Opoku Ware, dem Bruder und Nachfolger des getöteten Tutu.)
Interregnum 1717–1720 Maniampon (Regent)
2. 1720–1750 (†) Opoku Ware I. (hist. Oppoccu)
1750–1751 (†) Aquassi (auch: Daku, Darko) (war nie inthronisiert, Bürgerkrieg)
3. 1750–1764 (entthront) Kusi Obodom (auch: Kwadwo; Quishey, in arabischen Chroniken: Kayishi)
Interregnum 1764 Safo Kantanka (Regent)
4. 1764–1777 Osei Kwadwo (auch: Kudscho, Kojo)
Interregnum 1777 Atakora Kwame (Regent)
5. 1777–1798 (entthront) Osei Kwame Panyin (auch: Kwamina, Quamina) (nach anderen Quellen bis 1801)
6. 1798–1799 (†) Opoku Fofie (auch: Opoku II.)
7. 1801–1824 (†) Osei Bonsu
8. 1824–1834 (†) Osei Yaw Akoto (auch: Okkoto, Yako Akoto, Yao)
9. 1834–1867 (†) Kwaku Dua I. Panyin
(In der Literatur wird mitunter 1838 als das Jahr des Regierungswechsels genannt, aber Kwaku Dua schloss bereits im Jahre 1837 als Asantehene einen Vertrag mit den Holländern.)
10. 1867–21. Oktober 1874 (entthront) Kofi Kakari
Interregnum 1874 Kwabena Dwomo (Regent)
11. 1874–8. März 1883 (entthront) Mensa Bonsu Kumaa
Bürgerkrieg, Periode der Anarchie, Interregnum 1883–1884: die Kwasafomanhyiamu
12. 27. April 1884–8. Juli 1884 (†) Kwaku Dua II. Kumaa
(andere Quelle: starb am 10. Juni 1884 an Pocken nach 44 Tagen seiner Regierung)
Interregnum und Bürgerkrieg
1884 Owusu Koko (Persönlichkeit des Interregnums)
1884–1887 Akyampon Panyin (Persönlichkeit des Interregnums)
1887–1888 Owusu Sekyere II. (Persönlichkeit des Interregnums)
13. 26. März 1888–12. Mai 1931 Kwaku Dua III. Asamu (auch: Agyeman Prempeh I.)
Prempeh I. konnte formell nicht installiert werden bis zum 4. Juni 1894. Ab 17. Januar 1896 befand er sich in britischer Gefangenschaft und Verbannung auf den Seychellen. Die Briten erklären daraufhin das Königtum in Asante offiziell für abgeschafft.
Am 26. September 1900 wurde Asante offiziell zum Besitz der britischen Krone erklärt und schließlich mit Wirkung vom 1. Januar 1902 zusammen mit den Nordterritorien dem britischen Gouverneur der Goldküstenkolonie unterstellt.
Am 11. November 1924 kehrte Prempeh wieder mit britischer Erlaubnis nach Kumasi zurück, wo er am 11. November 1926 zum Kumasihene ernannt wurde.
Kumasihene: 11. November 1926–12. Mai 1931 Kwaku Dua III. (Agyeman Prempeh I.)
Kumasihene: 12. Mai 1931–24. April 1933 Kwame Kyeretwie
1933 erlaubten die Briten die Wiederbelebung der Institution des Asantehene auf der Basis einer rein rituellen Funktion. Der Kumasihene Kwame Kyeretwie wurde daraufhin am 24. April 1933 zum neuen Asantehene Osei Nana Agymang Otumfuo Prempeh II. ausgerufen.
14. 24. April 1933–Mai 1970 Agyeman Otumfuo Prempeh II.
15. Mai 1970–25. Februar 1999 (†) Otumfuo Opoku Ware II. (sein bürgerlicher Name lautete: J. Matthew Poku) 	
Interregnum 1999 Bonsu II. (Regent)
16. seit 26. April 1999 Otumfuo Tutu II. (sein bürgerlicher Name lautet: Barima Kwaku Dua)